# Joshua Redman

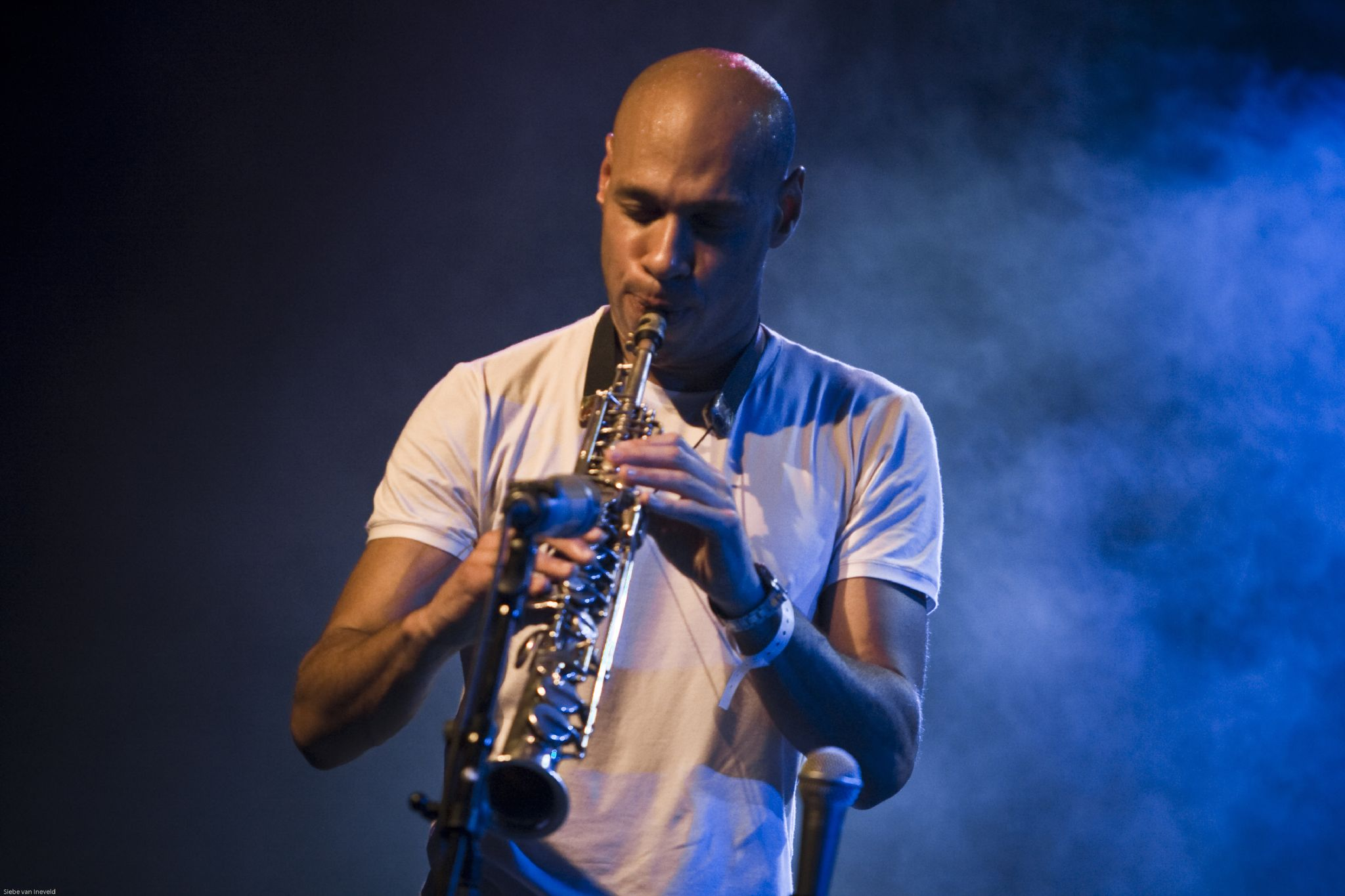
Joshua Redman, North Sea Jazz Festival 2007

Joshua Redman (* 1. Februar 1969 in Berkeley, Kalifornien) ist ein US-amerikanischer Jazz-Saxophonist.

## Leben und Wirken

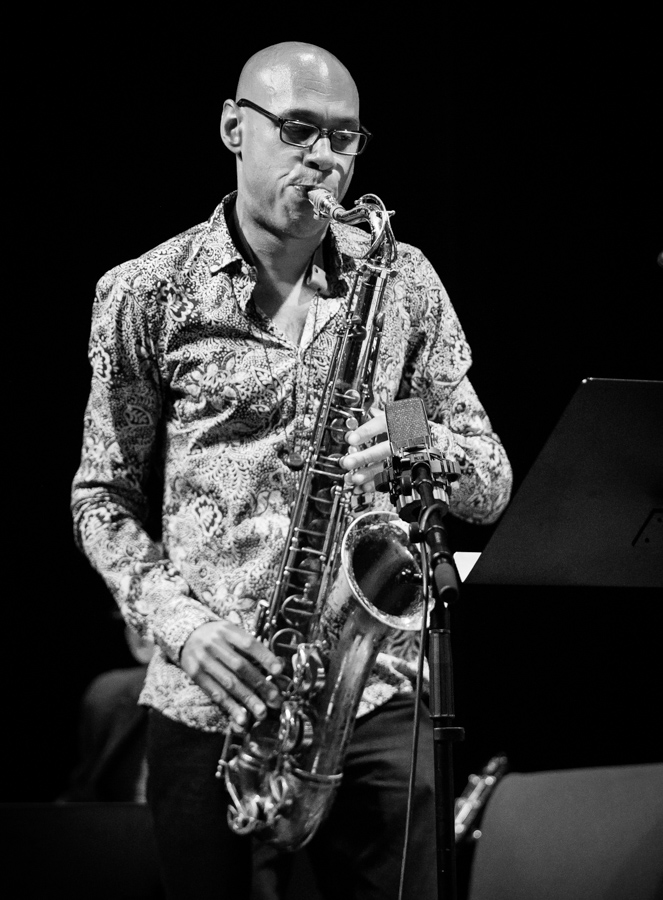
Joshua Redman, Kongsberg Jazzfestival 2017

Der Sohn des Saxophonisten Dewey Redman und Großneffe des Swing-Arrangeurs Don Redman besuchte die Berkeley High School, wo er in der Schul-Jazzband unter Charles Hamilton spielte, und studierte von 1987 bis 1991 an der Harvard University. Dort arbeitete er in den Semesterferien mit Musikern des Berklee College of Music und hatte einen Auftritt mit Delfeayo Marsalis.
1991 ging er nach New York, wo er die Thelonious Monk International Jazz Saxophone Competition gewann. In der Folgezeit trat er mit Musikern wie Elvin Jones, Charlie Haden, Jack DeJohnette, Pat Metheny und Roy Hargrove auf.
1992 wirkte er als Sideman am Album seines Vaters, Choices, mit, 1993 erschien sein Debütalbum Joshua Redman. Seither veröffentlichte er über zehn Alben unter eigenem Namen. Er gründete in den 1990er Jahren ein eigenes Quartett und 2002 mit Sam Yahel und Brian Blade die Joshua Redman Elastic Band. 1998 ist Redman als Tenorsaxophonist Mitglied der Band The Louisiana Gator Boys (u. a. mit Eric Clapton und B. B. King), die extra für den Film Blues Brothers 2000 ins Leben gerufen wurde, und somit auch im Film zu sehen ist. In den 2000er Jahren war er musikalischer Leiter des SFJazz Collective. 2007 erschien sein Studioalbum Back East, das im klassischen Triostil aufgenommen wurde (Saxophon, Bass, Schlagzeug) und orientalische Einflüsse beinhaltet. Von 2020 bis 2022 arbeitete er wieder im Quartett mit Pianist Brad Mehldau, Bassist Christian McBride und Schlagzeuger Brian Blade (Round Again), das „als so etwas wie die amtliche Combo des modern jazzenden Mainstreams“ bezeichnet werden kann. Auf dem Album Where Are We (2023) stellte er die Sängerin Gabrielle Cavassa besonders heraus.

## Einflüsse
Den größten Einfluss hat Sonny Rollins auf Joshua Redman ausgeübt. Zu beachten ist außerdem, dass Redman sich auch der Popmusik nie verschlossen hat. Stücke von Prince, den Beatles und Eric Clapton kommen in seinem Repertoire genauso vor wie Titel von Wayne Shorter und John Coltrane oder Kurt Weills Moritat von Mackie Messer.

## Diskographische Hinweise
- Wish mit Pat Metheny, Charlie Haden und Billy Higgins, 1993 (DE: Gold (German Jazz Award))[4]
- MoodSwing mit Brad Mehldau, Christian McBride und Brian Blade, 1994 (DE: Gold (German Jazz Award))
- Joshua Redman Captured live, 1994 (DE: Gold (German Jazz Award))
- Spirit of the Moment Live at Village Vanguard, 1995
- Freedom in the Groove, 1996 (DE: Gold (German Jazz Award))
- Timeless Tales (for Changing Times), 1998
- Beyond mit Aaron Goldberg, Reuben Rogers und Gregory Hutchinson, 2000
- Elastic mit Sam Yahel und Brian Blade, 2002
- SFJAZZ Collective2 mit Bobby Hutcherson, Nicholas Payton, Renee Rosnes, Miguel Zenón, Isaac Smith, Eric Harland, Matt Penman und Gil Goldstein als Arrangeur, 2006
- Back East, 2007
- James Farm (Nonesuch, 2011), mit Aaron Parks
- Walking Shadows, 2013
- The Bad Plus Joshua Redman, 2015
- Nearness (Nonesuch, 2016), mit Brad Mehldau
- Still Dreaming (Nonesuch, 2018), mit Ron Miles, Scott Colley & Brian Blade
- Come What May (Nonesuch, 2019), mit Aaron Goldberg, Reuben Rogers, Gregory Hutchinson
- Sun on Sand (Nonesuch, 2019)
- Redman, Mehldau, McBride, Blade LongGone (Nonesuch, 2022)[5]
- Where Are We (Blue Note, 2023), mit Gabrielle Cavassa, Aaron Parks, Joe Sanders, Brian Blade sowie Nicholas Payton, Peter Bernstein Kurt Rosenwinkel, Joel Ross[2]
- Words Fall Short (Blue Note, 2025), mit Paul Cornish, Philip Norris, Nazir Ebo, Melissa Aldana und Skylar Tang[6][7]